# Тиленхеме
Тиленхеме (њем. Tielenhemme) општина је у њемачкој савезној држави Шлезвиг-Холштајн. Једно је од 115 општинских средишта округа Дитмаршен. Према процјени из 2010. у општини је живјело 164 становника. Посједује регионалну шифру (AGS) 1051117.

## Географски и демографски подаци
Тиленхеме се налази у савезној држави Шлезвиг-Холштајн у округу Дитмаршен. Општина се налази на надморској висини од 1 метара. Површина општине износи 12,7 km². У самом мјесту је, према процјени из 2010. године, живјело 164 становника. Просјечна густина становништва износи 13 становника/km².